# 모스톨레스 CF
모스톨레스 CF(스페인어: Móstoles Club de Fútbol)는 스페인 마드리드주 모스톨레스를 연고로 하는 축구단이다. 2006년에 UD 모스톨레스(Unión Deportivo Móstoles)라는 명칭으로 창단되었으며, 2013년에 같은 도시에 있는 축구단 CD 모스톨레스 해체된 후 현재의 명칭으로 변경했다. 에스타디오 엘 소토에서 홈 경기를 치른다.